# Bédouès-Cocurès
Bédouès-Cocurès (okzitanisch Bedoesc e Cocurès) ist eine französische Gemeinde mit 448 Einwohnern (Stand 1. Januar 2022) im Département Lozère in der Region Okzitanien. Sie gehört zum Arrondissement Florac und zum Kanton Saint-Étienne-du-Valdonnez.
Sie entstand als Commune nouvelle durch ein Dekret vom 8. Dezember 2015, indem die bisher eigenständigen Gemeinden Bédouès und Cocurès mit Wirkung vom 1. Januar 2016 zusammengelegt wurden. Diese sind seither Communes déléguées. Cocurès ist der Hauptort.

## Gliederung
| Ortsteil                  | ehemaliger INSEE-Code | Fläche (km²) | Einwohnerzahl zum 1. Januar 2017 |
| ------------------------- | --------------------- | ------------ | -------------------------------- |
| Cocurès (Verwaltungssitz) | 48050                 | 03,55        | 190                              |
| Bédouès                   | 48022                 | 26,80        | 281                              |

## Geographie
Die Nachbargemeinden sind 
- Les Bondons im Norden,
- Pont de Montvert - Sud Mont Lozère mit Fraissinet-de-Lozère (vormaliger Berührungspunkt) im Nordosten und Le Pont-de-Montvert im Osten,
- Florac Trois Rivières mit La Salle-Prunet im Süden und Florac im Südwesten,
- Gorges du Tarn Causses mit Quézac im Westen,
- Ispagnac im Nordwesten.